# Elisabeta de Thurn și Taxis
Prințesa Elisabeth de Thurn și Taxis (germană Elisabeth Maria Maximiliana, Prinzessin von Thurn und Taxis) (28 mai 1860, Dresda – 7 februarie 1881, Ödenburg)

## Biografie
Elisabeth a fost Prințesă de Thurn și Taxis prin naștere și pretendentă la titlul de regină consort a Portugaliei prin căsătoria cu Miguel Januário de Bragança, pretendent miguelist la tronul Portugaliei din 1866 până în 1920.
Elisabeth a fost al doilea copil a lui Maximilian Anton Lamoral, Prinț Ereditar de Thurn și Taxis și a soției acestuia, Ducesa Helene de Bavaria.

### Căsătorii și copii
La 17 octombrie 1877 la Regensburg, Bavaria, Elisabeth s-a căsătorit cu Miguel al II-lea, Duce de Braganza, al doilea copil și singurul fiu al lui Miguel I al Portugaliei, regele detronat al Portugaliei. Împreună au avut trei copii:
- Miguel Maria Maximiliano de Bragança (1878–1923), căsătorit cu Anita Stewart; a avut copii
- Francisco José de Bragança (1879–1919), a murit necăsătorit; fără copii
- Maria Teresa de Bragança (1881–1945) căsătorită cu Prințul Karl Ludwig de Thurn și Taxis; a avut copii

Cuplul s-a mutat în Austria, unde la 22 septembrie 1878 în Reichenau an der Rax, s-a născut primul lor fiu, Miguel Maria Maximiliano. După naștere, sănătatea Elisabetei a început să se deterioreze. Elisabeta a murit la vârsta de 20 de ani, la Ödenburg, la scurtă vreme după nașterea celui de-al treilea copil, Maria Teresa.
Soțul ei s-a recăsătorit după 12 ani, la 8 noiembrie 1893, la Kleinheubach, cu Maria Theresa de Löwenstein-Wertheim-Rosenberg cu care a avut opt copii.